# Astra 1N
Астра 1N є комерційним супутникового зв'язку Люксембургзької компанії  SES Astra.
Його запустили 6 серпня 2011 в 22:54 годин UTC з допомогою ракети Ariane 5 ECA з космодрому  Куру разом з BSAT 3C на геостаціонарну орбіту. Це був двісті третій Запуск ракети Ariane, 59-й Ariane 5 і 32-я ЕКА версії. Запуск спочатку був перший Липень 2011 планували, але у зв'язку із замороженими клапан, а потім замінити в системі рідкий водень і відкласти коротко через погану погоду. 
Стабілізацією по трьох осях супутник з 55 Ku-діапазону транспондерів і обладнані забезпечити 19.2 ° с.д. з Німеччини, Франції та Іспанії, з телевізійними програмами. Раніше він буде слугувати заміною для Astra 2D на 28.2 ° східної довготи, Astra може зайняти своє місце 2Е 2013th Але в нього є три висувною антени з діаметром до 2,6 м і керованою верхній антени підлоги 1,3 м в діаметрі. <- За даними на вебсайті виробника -> Вона була заснована на €-Star 3000 супутникової автобус з Astrium побудував] і має розрахунковий термін служби 15 років. супутник був запущений 15 . Липня 2008 впорядковані від Astrium Astrium 